# Vibrant alveolar
La consonant vibrant alveolar sonora és un so de la parla que es representa [r] en la transcripció de l'AFI, és a dir, la lletra erra minúscula. En notació romànica es representava [r̄] per distingir-la de la erra bategant [r]. En moltes llengües alterna amb la bategant alveolar.

## Característiques
- És vibrant perquè la llengua colpeja repetidament el paladar per articular el so.
- És alveolar, ja que el punt de contacte de la llengua és darrere les dents.
- És sonora perquè vibren les cordes vocals quan s'articula.
- És una consonant

## En català
El català té aquest fonema, que anomena erra forta o vibrant, en paraula com roca o carro. S'escriu amb rr entre vocals i amb una sola erra la resta de casos.